# Ли Хён У
Ли Хён У (кор. 이현우, англ. Lee Hyun-woo; род. 23 марта 1993, Сеул, Южная Корея) — южнокорейский певец и актёр. Свою актёрскую карьеру он начал ещё с детства, снявшись в фильме «Королева Сон Док» (2009) и телесериале «Возвращение Иль Чжи Мэ» (2009). Позже снялся в «Мастере обучения» (2010), «Для тебя во всём цвету» (2012). В 2013 году Ли сыграл северокорейского шпиона в фильме «Тайная миссия». В 2014 он принял участие в съёмках «Мошенников», где играл гениального хакера. В 2016 Ли получил ведущую роль в дораме «Школа Мурим», которая транслировалась по кабельному каналу KBS.

## Карьера
Ли Хён У начал свою актёрскую деятельность с детства, играя разноплановые роли в таких фильмах и сериалах, как «Легенда», «Король Сечжон Великий», «Возвращение Иль Чжи Мэ», «Королева Сон Док».
Ему удалось привлечь к себе внимание благодаря участию в съёмках «Мастера обучения», где он исполнил роль парня-розы Чхан Ду.
В 2011 году Ли и певец Ён До Чжо (BEAST) стали ведущими музыкальной программы «Music on Top». Затем он и IU продемонстрировали видеоклип вместе «You And I». Далее Ли снялся в исторической дораме «Ке Бэк», в «Человеке с экватора» и в медицинской дораме «Мозг».
В 2012 году Ли получил вторую мужскую роль в дораме «Для тебя во всём цвету», корейской экранной адаптации японской манги «Hana-Kimi», в которой его роль основывалась на герое Сюити Накацу. Как член знаменитой футбольной команды FC Avengers, Ли исполнил свои футбольные сцены без участия дублёра. Несмотря на низкие рейтинги дорамы, Ли стал пользоваться популярностью в Сингапуре, Малайзии, Тайване и Китае. Он и Хван Кван Хи стали ведущими музыкального шоу Inkigayo.
Хён У получил много похвал и оваций после выхода новой дорамы «Тайная миссия», в которой он получил ведущую роль. Он также исполнил саундтрек «Ode to Youth» к дораме.
В 2014 году Ли и его лучший друг детства Пак Чи Бин появились в реалити-шоу «Real Mate in Saipan». Позже Хён У сыграл гениального хакера в фильме «Специалисты».
В 2015 году Хён У сыграл одну из ведущих ролей в фильме «Северная пограничная линия».
В 2016 году он принял участие в съёмках фантастической экшн-дорамы «Школа Мурим». Первоначально она рассчитывалась на 20 серий, но из-за низких рейтингов была сокращена до 16. Позже он снялся в китайской веб-дораме «Самое красивое первое свидание».

## Фильмография

### Телесериалы
| Год  | Название                         | Роль              | Канал     | Заметки                                          |
| ---- | -------------------------------- | ----------------- | --------- | ------------------------------------------------ |
| 2004 | «Oolla Boolla Blue-jjang»        |                   | KBS       |                                                  |
| 2005 | «Весенний день»                  |                   | SBS       |                                                  |
| 2006 | «Истребитель Мару из Хварана»    | Со Да Хам         | KBS2      |                                                  |
| 2007 | «Легенда»                        | молодой Чхоро     | MBC       |                                                  |
| 2007 | «Лоббист»                        | молодой Гарри     | SBS       |                                                  |
| 2008 | «Король Сечжон Великий»          | Принц Чхуннён     | KBS1 KBS2 |                                                  |
| 2008 | «Вещи, о которых мы пожалеем»    | Ли Чон Ук         | KBS2      | эпизод № 4                                       |
| 2009 | «Возвращение Иль Чжи Мэ»         | Чха Доль И        | MBC       |                                                  |
| 2009 | «Королева Сон Док»               | молодой Ким Ю Син | MBC       |                                                  |
| 2009 | «Что на ужин?»                   | Томми             | MBC       |                                                  |
| 2010 | «Мастер обучения»                | Хон Чхан Ду       | KBS2      |                                                  |
| 2011 | «Ке Бэк»                         | молодой Ке Бэк    | MBC       |                                                  |
| 2011 | «Мозг»                           | Пак Дон Хва       | KBS2      | гость, эпизоды № 1 — № 4                         |
| 2012 | «Человек с экватора»             | молодой Ким Сон У | KBS2      |                                                  |
| 2012 | «Для тебя во всём цвету»         | Чха Ын Гёль       | SBS       | Корейская адаптация манги «Hana-Kimi».           |
| 2015 | «Бежать к завтра»                | Кан Мун Чжэ       | SBS       | Лунный Новый год (спецвыпуск)                    |
| 2015 | «Учёный, бродящий ночью»         | Принц Чонхён      | MBC       | камео, эпизод № 1                                |
| 2016 | «Школа Мурим»                    | Юн Ши У           | KBS2      |                                                  |
| 2016 | «Самое красивое первое свидание» |                   |           | китайская веб-дорама                             |
| 2017 | «Лжец и его возлюбленная»        | Кан Хан Гёль      | tvN       | На основе японской манги «Она очень любит ложь». |

### Фильмы
| Год  | Название                     | Роль           | Заметки                |
| ---- | ---------------------------- | -------------- | ---------------------- |
| 2005 | «Baribari Jjang»             |                |                        |
| 2006 | «Каникулы»                   |                |                        |
| 2006 | «Карнавал бесчестия»         | молодой Мин Хо |                        |
| 2007 | «Хван Чжи Ю»                 | молодой Номи   |                        |
| 2010 | «Одиночество палача»         | Тхэ Сик        | короткометражный фильм |
| 2011 | «GLove»                      | Ким Чжин Ман   |                        |
| 2013 | «Тайная миссия»              | Ри Хэ Чжин     |                        |
| 2014 | «Специалисты»                | Чон Бэ         |                        |
| 2015 | «Северная пограничная линия» | Пак Дон Хёк    |                        |
| 2015 | «Красота внутри»             | У Чжин         |                        |

### Видеоклипы
| Год  | Название              | Артист           |
| ---- | --------------------- | ---------------- |
| 2005 | «Jump»                | Haha             |
| 2011 | «You and I»           | IU               |
| 2012 | «First Love’s Melody» | Acoustic Collabo |
| 2013 | «I Love You»          | Akdong Musician  |

### Хостинг
| Год               | Название     | Роль    | Канал |
| ----------------- | ------------ | ------- | ----- |
| 08.12.11—14.03.12 | Music on Top | Ведущий | jTBC  |
| 16.12.12—26.01.14 | Inkigayo     | Ведущий | SBS   |

### Разные шоу
| Год  | Название                                               | Канал     | Заметки                      |
| ---- | ------------------------------------------------------ | --------- | ---------------------------- |
| 2012 | «Непобедимая молодёжь: 2 сезон»                        | KBS2      | гость, эпизод № 26           |
| 2012 | «Сильное сердце»                                       | SBS       | гость, эпизоды № 142 и № 143 |
| 2013 | «Бегущий человек»                                      | SBS       | гость, эпизод № 147          |
| 2013 | «Хвасин — контролёр сердец»                            | SBS       | гость, эпизод № 22           |
| 2014 | «Ли Хён У и Пак Чи Бин — настоящие приятели в Сайпане» | QTV       | реалити-шоу с Пак Чи Бином   |
| 2014 | «Бегущий человек»                                      | SBS       | гость, эпизод № 225          |
| 2015 | «Счастливы вместе: 3 сезон»                            | KBS2      | гость, эпизод № 401          |
| 2016 | «Здравствуй, консультант»                              | KBS World | гость, эпизод № 257          |

### Музыкальный театр
| Год  | Название      | Роль          |
| ---- | ------------- | ------------- |
| 2010 | «Независимый» | Рен Маккормак |

## Дискография

### Синглы
Как рекомендованный артист
| Название                           | Год  | Диаграмма Пикового Положения | Продажи | Альбом             |
| Название                           | Год  | KOR Gaon                     | Продажи | Альбом             |
| ---------------------------------- | ---- | ---------------------------- | ------- | ------------------ |
| «Your Face» (feat. Louie of Geeks) | 2016 | 54                           | -       | Не альбомный сингл |

Сотрудничество с другими исполнителями
| Название                                                    | Год  | Диаграмма Пикового Положения | Продажи | Альбом             |
| Название                                                    | Год  | KOR Gaon                     | Продажи | Альбом             |
| ----------------------------------------------------------- | ---- | ---------------------------- | ------- | ------------------ |
| «It’s a Lie» (with O Broject; feat. Lee Hyun-woo, Bromance) | 2015 | -                            | -       | Не альбомный сингл |
| «Feel So Good» (with O Broject)                             | 2016 | -                            | -       | Не альбомный сингл |

### Саундтреки
| Название       | Год  | Диаграмма Пикового Положения | Продажи | Альбом                       |
| Название       | Год  | KOR Gaon                     | Продажи | Альбом                       |
| -------------- | ---- | ---------------------------- | ------- | ---------------------------- |
| «Ode to Youth» | 2013 | -                            | -       | ОСТ к фильму «Тайная миссия» |
| «One Thing»    | 2016 | -                            | -       | ОСТ к дораме «Школа Мурим»   |

## Награды и номинации
| Год | Награда                                            | Категория                            | Номинированная работа        | Результат   |
| --- | -------------------------------------------------- | ------------------------------------ | ---------------------------- | ----------- |
|     | KBS Drama Awards                                   | Лучший молодой актёр                 | «Король Сечжон Великий»      | Выиграл     |
|     | KBS Drama Awards                                   | Лучший начинающий актёр              | «Человек с экватора»         | Номинирован |
|     | SBS Drama Awards                                   | Награда восходящей звезде            | «Для тебя во всём цвету»     | Выиграл     |
|     | 22nd Buil Film Awards                              | Лучший начинающий актёр              | «Тайная миссия»              | Номинирован |
|     | 34th Blue Dragon Film Awards                       | Лучший начинающий актёр              | «Тайная миссия»              | Номинирован |
|     | SBS Entertainment Awards                           | Лучший новичок                       | Inkigayo                     | Номинирован |
|     | 9th Asia Model Festival Awards                     | Награда восходящей звезде            | «Тайная миссия»              | Выиграл     |
|     | 16th Seoul International Youth Film Festival       | Лучший молодой актёр                 | «Тайная миссия»              | Номинирован |
|     | 52nd Grand Bell Awards                             | Лучший начинающий актёр              | «Северная пограничная линия» | Номинирован |
|     | 30th Korea Best Dresser Swan Awards                | Награда восходящей звезде            | «Северная пограничная линия» | Выиграл     |
|     | 49th WorldFest-Houston International Film Festival | Награда лучшему актёру второго плана | «Северная пограничная линия» | Выиграл     |